# Kościół św. Wacława w Krzanowicach
Kościół świętego Wacława – rzymskokatolicki kościół parafialny należący do dekanatu Pietrowice Wielkie diecezji opolskiej.

## Historia i architektura
Obecna świątynia została wzniesiona w stylu neobarokowym. Zaprojektowana została przez Józefa Seyfrieda z Krawarzy i budowana była przez księdza Augustyna Quitteka ówczesnego proboszcza parafii w Krzanowicach. Budowa trwała 1,5 roku czyli od maja 1914 do końca 1915. W dniu 13 listopada 1915 roku budowla została konsekrowana przez księdza biskupa sufragana ołomunieckiego Karela Wisnara.
Świątynia jest potężną budowlą, posiada 48 metrów długości, nawa główna posiada 27 metrów szerokości, a z kaplicami 35 metrów. Sklepienie posiada 17 metrów wysokości, natomiast w kopule jest wysokie na 20 metrów. Wieża posiada 56 metrów wysokości.
Polichromia została wykonana przez artystów z Monachium: profesora Hansa Martina we współpracy z Paulem Hofmannem i Franzem Zachem - w 1915 roku.
Podczas drugiej wojny światowej świątynia została uszkodzona - odbudowana została przez księdza radcę Franciszka Pawlara, wieloletniego proboszcza (lata urzędowania 1946-1980) w latach 1947-48.

## Wnętrze

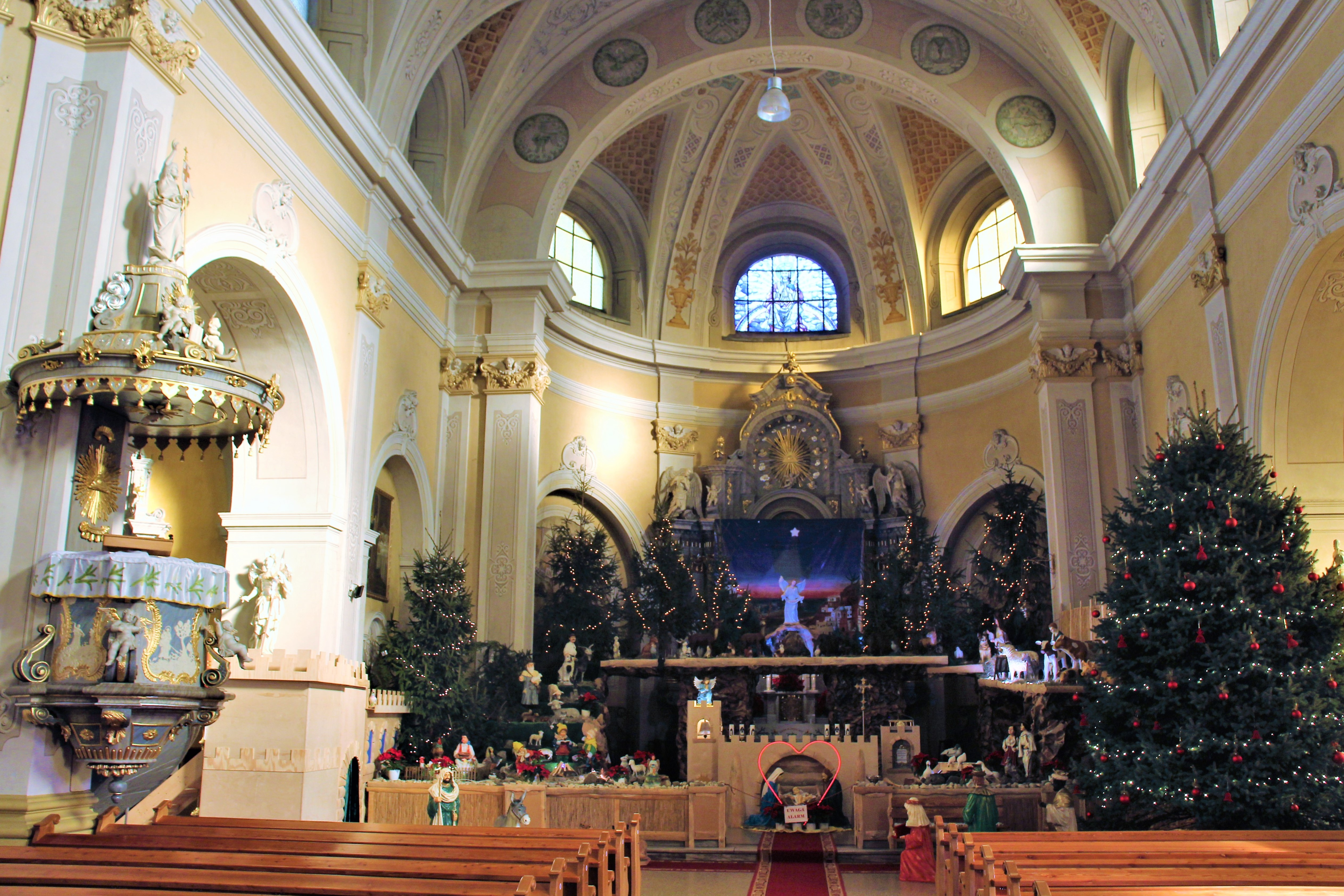
Wnętrze z ołtarzami
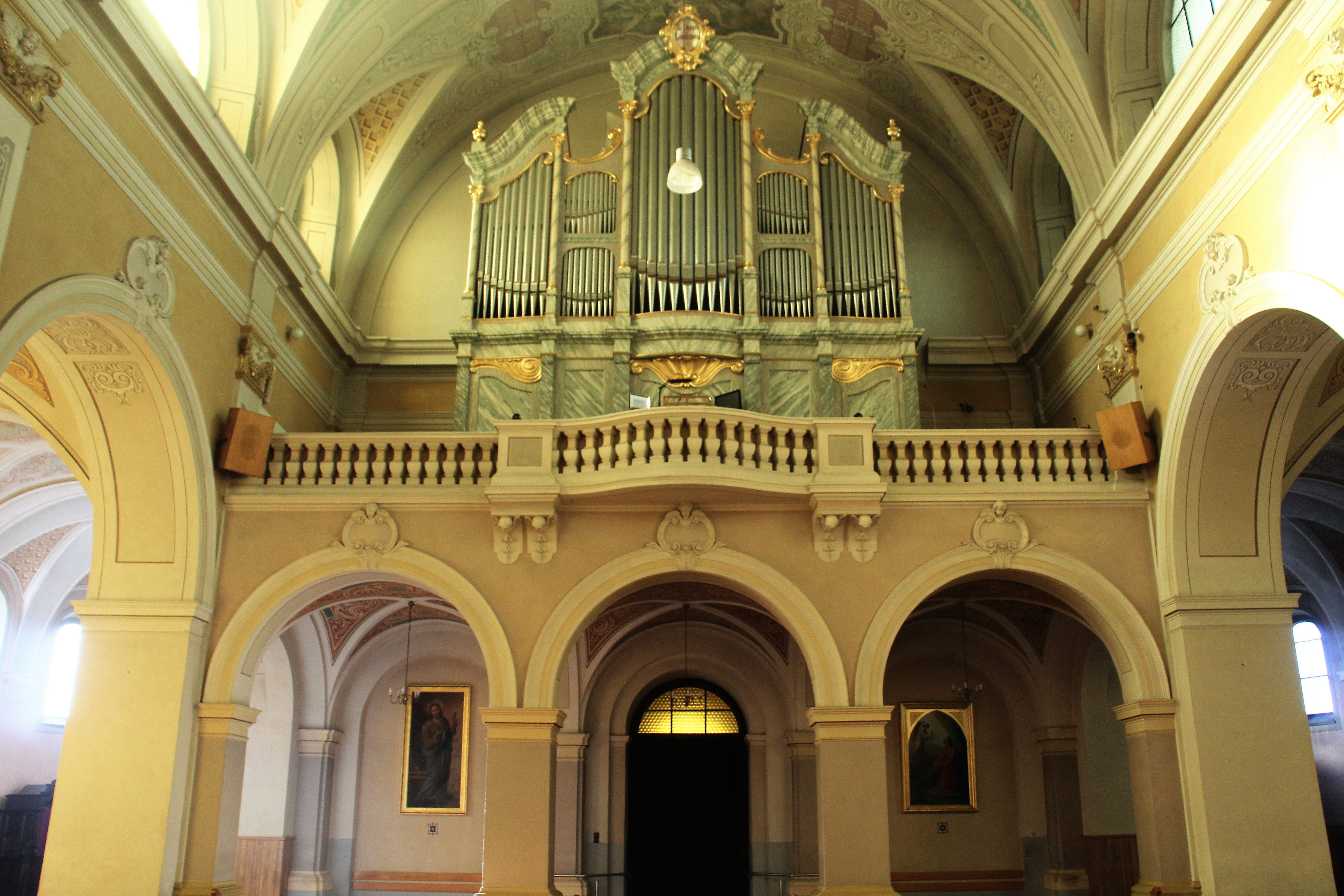
Chór i organy
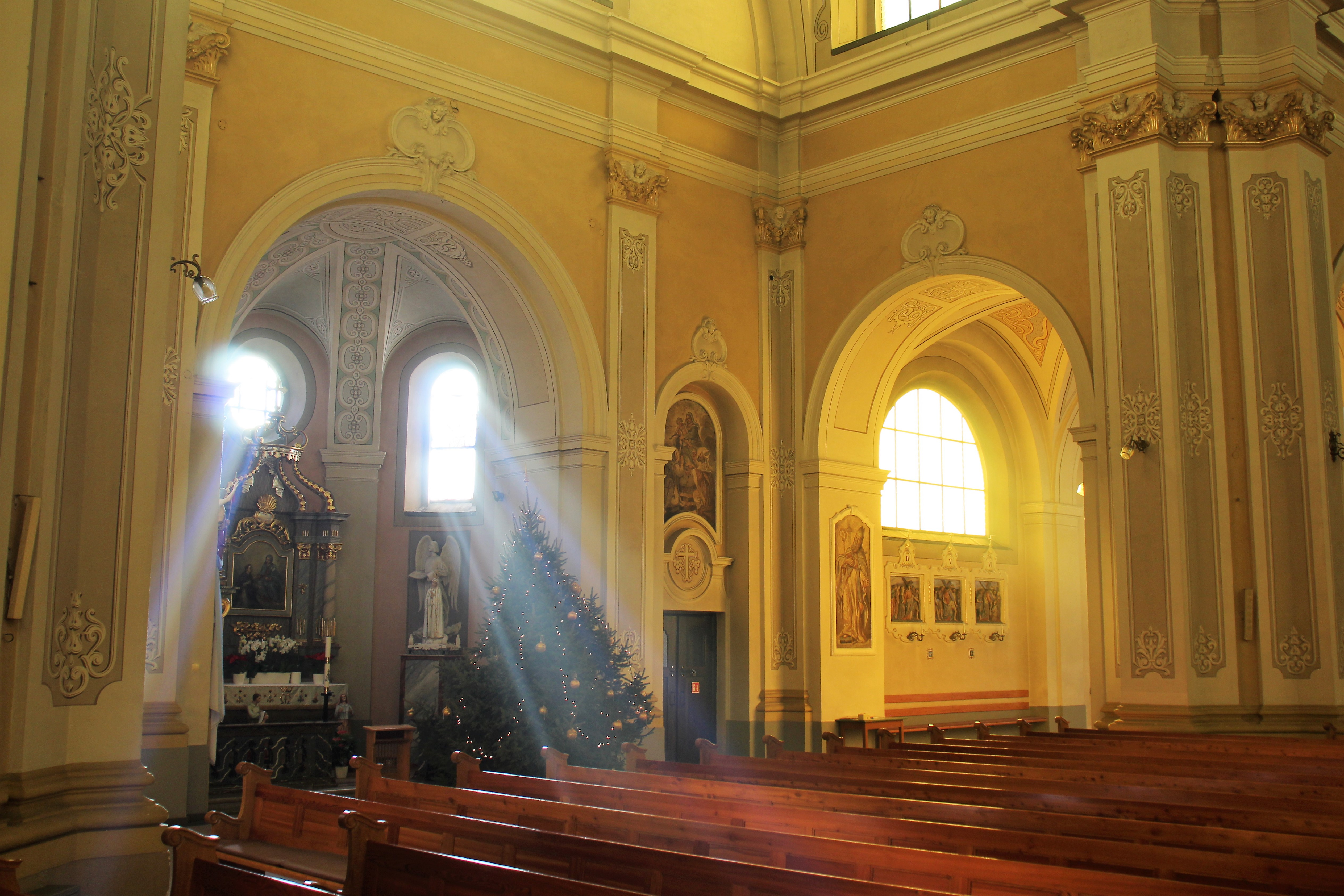
Fragment wnętrza